# Bonaventura Gerardi
Bonaventura Gerardi (Limone San Giovanni, 27 dicembre 1826 – Tremosine, 19 marzo 1898) è stato un politico italiano, deputato alla Camera dal 1876 al 1890 e senatore dal 1890 fino alla sua morte. Fu sottosegretario ai ministeri del tesoro e delle finanze nel 1888.

## Biografia
Nacque a Limone San Giovanni il 27 dicembre 1826. Dopo aver completato gli studi giuridici, giunse a Brescia dove divenne notaio. Nel 1851 fu nominato alla carica di segretario della locale Camera di Commercio. Nel 1860 divenne segretario della Società di navigazione del lago di Garda e venne eletto nel consiglio comunale. Fu assessore alle Finanze nella giunta retta dal sindaco Gaetano Facchi, contribuendo al risanamento delle casse comunali.
Nel 1867 fu eletto al consiglio provinciale in rappresentanza del secondo mandamento di Brescia. Rimase nel consesso con continuità fino al 1893.
Tra il 1873 e il 1876 fu componente del consiglio d'amministrazione della Banca Provinciale Bresciana.
Dopo la rivoluzione parlamentare del 1876 si avvicinò alla Sinistra che nel bresciano faceva riferimento alla figura di Giuseppe Zanardelli. Alle elezioni politiche di quell'anno venne eletto deputato nel collegio di Brescia. L'anno dopo fu eletto presidente della Commissione degli orfanotrofi e pie case di lavoro di Brescia.
Alle politiche seguenti venne riconfermato nello stesso collegio, dopo aver sconfitto Ludovico Bettoni Cazzago al turno di ballottaggio. Alle politiche del 1882 entrò nel listino predisposto dagli zanardelliani per il collegio di Brescia dove venne eletto con 5747 preferenze. Venne confermato alle elezioni seguenti, sempre nel collegio cittadino. Durante la XVI legislatura del Regno d'Italia Gerardi venne chiamato da Agostino Magliani a ricoprire il ruolo di Segretario generale del Ministero delle finanze. L'incarico fu assunto il 17 aprile 1887 e, come predisposto dalla legge elettorale del tempo, dovette dimettersi da deputato. Il collegio bresciano fu convocato a nuove elezioni che si tennero l'8 maggio anche per chiedere il rinnovo della carica di deputato allo stesso Zanardelli che era stato chiamato al Ministero di Grazia e Giustizia nel primo governo Crispi. I due politici bresciani non ebbero avversari e vennero quindi rieletti. L'anno dopo, Gerardi divenne anche sottosegretario per il Ministero del Tesoro e per quello delle Finanze.
Al termine della XVI legislatura, venne nominato senatore.
Negli ultimi anni della sua vita fu colto da una grave forma di senilità che gli impedì di proseguire l'attività politica. Morì a Tremosine il 19 marzo 1898.